# 아펩
아펩(Apep, Apepi, Aapep, 고대 이집트어: ꜥꜣpp(y)) 또는 아포피스(고대 그리스어: Ἄποφις)는 고대 이집트 신화에 등장하는 뱀의 모습을 한 악의 신이다. 태양신 라가 태양의 돛단배를 타고 두아트로 넘어가는 계곡에 있다고 전해지며, 태양신 라는 아펩과 싸워 승리한다. 여기서 아펩은 혼돈과 어둠을 상징하며, 라는 질서와 빛, 정의를 상징한다.

## 같이 보기
- 이집트 신화

- 라